# 5990 Пантікапей
5990 Пантікапей (5990 Panticapaeon) — астероїд головного поясу, відкритий 9 березня 1977 року.
Тіссеранів параметр щодо Юпітера — 3,617.